# Berg bei Rohrbach

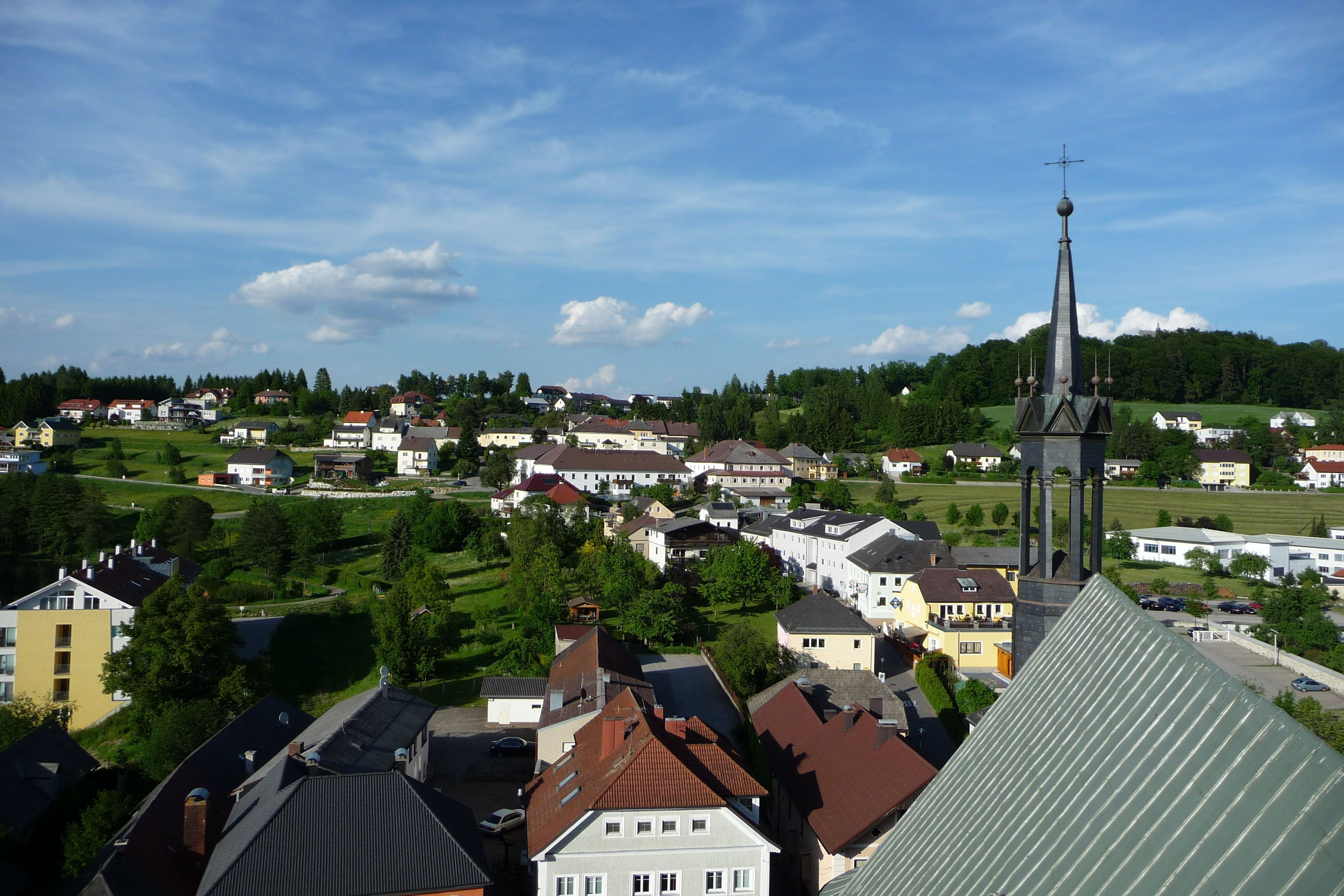
Blick von Rohrbach nach Berg

Berg bei Rohrbach war eine Gemeinde in Oberösterreich im Bezirk Rohrbach im oberen Mühlviertel mit 2523 Einwohnern (Stand 1. Jänner 2015). Die Gemeinde lag im Gerichtsbezirk Rohrbach.
Am 1. Mai 2015 wurde Berg mit der Nachbarstadt Rohrbach zur neuen Gemeinde Rohrbach-Berg zusammengelegt, nachdem eine am 19. Oktober 2014 in beiden Gemeinden abgehaltene Volksbefragung ein positives Ergebnis erbrachte.

## Geografie
Berg bei Rohrbach liegt auf 631 m Höhe im oberen Mühlviertel. Die Ausdehnung der ehemaligen Gemeinde betrug von Nord nach Süd 9,6 km und von West nach Ost 6 km. Die Gemeindefläche betrug 31,4 km²; 30,6 % der Fläche sind bewaldet und 61,8 % der Fläche landwirtschaftlich genutzt.
Berg umgab 2014 mit fast fünffacher Fläche die etwa einwohnergleiche Bezirkshauptstadt Rohrbach im Norden, Osten und Südosten.
Ortsteile der ehemaligen Gemeinde waren:
- Arbesberg
- Berg bei Rohrbach
- Fraundorf
- Frindorf
- Fürling
- Gattergaßling
- Gierling
- Gintersberg
- Gollner
- Grub
- Hauzenberg
- Hehenberg
- Hintring
- Hundbrenning
- Katzing
- Keppling
- Krien
- Märzing
- Nößlbach
- Neundling
- Perwolfing
- Reith
- Scheiblberg
- Sexling
- Spielleiten
- Steineck
- Wandschaml

## Geschichte

### Ortsgeschichte
Ursprünglich im Ostteil des Fürstbistums Passau liegend, gehörte der Ort seit dem 12. Jahrhundert zum Herzogtum Österreich. Seit 1490 wird er dem Fürstentum Österreich ob der Enns zugerechnet. Während der Napoleonischen Kriege war der Ort mehrfach besetzt.
Um 1850 erfolgte im Zuge der Auflösung der Grundherrschaften die Gründung der Ortsgemeinde Berg. Seit 1918 gehört der Ort zum Bundesland Oberösterreich. Nach dem Anschluss Österreichs an das Deutsche Reich am 13. März 1938 gehörte der Ort zum „Gau Oberdonau“. 1945 erfolgte die Wiederherstellung Oberösterreichs.

### Eingemeindungen
1938 wurde die damalige Nachbargemeinde Frindorf aufgelöst und der größte Teil davon der Gemeinde Berg zugeschlagen.
Eine Vereinigung mit Rohrbach zu „Rohrbach-Berg“ wurde fixiert, nachdem eine am 19. Oktober 2014 abgehaltene Volksbefragung in beiden Gemeinden ein positives Ergebnis erbrachte. Die Zustimmung zur Fusion lag in Rohrbach (Wahlbeteiligung ca. 60 %) bei 89,9 %, in Berg (Wahlbeteiligung ca. 77 %) bei 58 %.

## Politik
Letzter Bürgermeister war Josef Pernsteiner von der ÖVP.
Die Gemeinderatswahl 2009 ergab bei einer Wahlbeteiligung von 84,1 % folgendes Ergebnis:
- ÖVP: 16
- SPÖ: 5
- GRÜNE: 2
- FPÖ: 2

| Partei   | Ergebnisse 2009 | Ergebnisse 2009 | Ergebnisse 2009 | Ergebnisse 2003 | Ergebnisse 2003 | Ergebnisse 2003 | Differenzen | Differenzen | Differenzen |
| -------- | --------------- | --------------- | --------------- | --------------- | --------------- | --------------- | ----------- | ----------- | ----------- |
| Partei   | Stimmen         | %               | Mand.           | Stimmen         | %               | Mand.           | Stimmen     | %           | Mand.       |
| Gesamt   | 1.804           | 84,10 %         |                 | 1.639           | 81,26 %         |                 | + 165       | + 2,84 %p   |             |
| Ungültig | 60              | 3,33 %          |                 | 48              | 2,93 %          |                 | + 12        | + 0,40 %p   |             |
| Gültig   | 1.744           | 96,67 %         | 25              | 1.591           | 97,07 %         |                 | + 153       | − 0,40 %p   |             |
| ÖVP      | 1.072           | 61,47 %         | 16              | 952             | 59,84 %         | 16              | + 120       | + 1,63 %p   | ± 0         |
| SPÖ      | 326             | 18,69 %         | 5               | 392             | 24,64 %         | 6               | – 66        | − 5,95 %p   | − 1         |
| GRÜNE    | 177             | 10,15 %         | 2               | 162             | 10,18 %         | 2               | + 15        | − 0,03 %p   | ± 0         |
| FPÖ      | 169             | 9,69 %          | 2               | 85              | 5,34 %          | 1               | + 84        | + 4,35 %p   | + 1         |

Der Berger Gemeinderat bestand aus 25 Mitgliedern. Die ehemaligen Mitglieder des Gemeindevorstands Berg waren:
- Josef Pernsteiner
- Franz Hötzendorfer
- Friedrich Grims
- Martin Eisschiel
- Leopold Preining
- Bettina Stallinger
- Alois Schürz

Die nächsten Gemeinderats- und Bürgermeisterwahlen fanden im Herbst 2015 für die neue Gemeinde Rohrbach-Berg statt.

## Einwohnerentwicklung
1991 hatte die Gemeinde laut Volkszählung 2665 Einwohner, 2001 dann 2686 Einwohner.

## Kultur und Sehenswürdigkeiten
- Schloss Berg bei Rohrbach
- Wallfahrtskirche Maria Trost, erbaut 1655 von Graf Wolf Dietrich von Rödern.

### Museen
In Berg befindet sich das Mühlkreisbahn-Museum mit der Präsentation der Geschichte von Bahnstationen der Mühlkreisbahn. Schmuckstück der Ausstellung ist die Lokomotive Aigen, die bis 1910 auf der Strecke eingesetzt wurde.

## Persönlichkeiten
Söhne und Töchter der ehemaligen Gemeinde
- Franz Fuchs (1912–1968), Arbeiter und Landtagsabgeordneter (ÖVP)
- Alois Hötzendorfer (1918–1995), Bundesrat und Bürgermeister von Berg
- Johann Hötzendorfer (1873–1947), Reichsratsabgeordneter
- Ulrike Schwarz (* 1958): Sozialarbeiterin und seit 2003 Landtagsabgeordnete

## Partnerschaft
Berg bei Rohrbach unterhielt seit Oktober 1998 eine Partnerschaft mit der Großgemeinde Berg bei Neumarkt in der Oberpfalz.